# Río Gega
El río Gega (en georgiano: გეგა) es un río que se encuentra en Abjasia, en el Cáucaso Occidental. Nace en los montes de Gagra a 1640 metros de altitud, es afluente del río Iupshara y dispone de 25.6 kilómetros de longitud. 

## Descripción
En la confluencia con el Iupshara, tiene un caudal máximo en los meses de abril a junio, variando entre 44.5—72.8 m³/s, siendo enero el mes de menor caudal con 12.7 m³/s. La temperatura del agua en la desembocadura varía desde los 7.3 °C de enero y los 12.8 °C de junio.
Los primeros 16 kilómetros tiene una inclinación muy elevada, con un promedio de 70.9 metros por kilómetro de desnivel, causando corrientes muy rápidas. Le sigue una zona de menor desnivel de unos 3 kilómetros, siendo último kilómetro el de mayor desnivel, 135 metros por kilómetro hasta su unión con el Iupshara, con estrechamientos y varios saltos de agua.